# Paramarines
Les Paramarines (aussi connus le nom de Marine paratroopers) formaient une branche, pendant la Seconde Guerre mondiale, de l'United States Marine Corps spécialisée et entraînée à mener des assauts aéroportés. L'entraînement de ces unités a débuté dans le New Jersey d'octobre 1940 jusqu'à leur désactivation à Camp Pendleton en février 1944. Les Paramarines recevaient une solde plus importante que les autres Marines, il était cependant requis qu'ils ne soient pas mariés. Le recrutement s'opérait par le biais de Marines volontaires et triés sur le volet et plus de 40 % des candidats au régiment échouaient finalement à compléter leur formation en raison des conditions physiques élevées exigées.

## Histoire
Les Paramarines furent regroupés en 4 bataillons (le 1st Parachute Battalion, le 2nd Parachute Battalion, le 3rd Parachute Battalion et le 4th Parachute Battalion) qui formaient le 1st Marine Parachute Regiment comptant à son apogée près de 3 000 hommes.
Le 1st Parachute Battalion, attaché à la 1re division des Marines, participa à la bataille de Guadalcanal. L'ensemble du régiment prit par la suite part à la bataille de Vella Lavella puis à la bataille de Bougainville, excepté le 4th Parachute Battalion qui ne quitta pas le sol américain et ne vit jamais le combat. Le 2nd Parachute Battalion mena en plus entre-temps de son côté le raid sur Choiseul en octobre 1943.
Paradoxalement, aucune de ces unités n'a mené un quelconque assaut aéroporté durant la guerre, hormis un petit groupe d'hommes dirigé par le capitaine Peter Julien Ortiz qui opéra en France et appuya la Résistance intérieure française. Mise à part cette exception, le régiment n'a combattu que sur le théâtre du Pacifique.

## Dissolution du régiment
Les terrains de combat des îles du Pacifique peu propices aux assauts parachutés, le manque d'avions de transport dans le théâtre du Pacifique, le coût et l'investissement élevés de la formation de ses parachutistes mais également des pressions de l'US Army, qui désirait avoir le monopole des troupes aéroportées au sein des forces armées américaines, ont été les raisons invoquées pour justifier la dissolution du régiment. Par ailleurs, il a été argué du fait que l'existence d'unités d'élite telles que les Paramarines (à l'instar des Marine Raiders) au sein de l'United States Marine Corps, qui était lui-même considéré à l'époque comme un corps d'élite, nuisait à l'image de prestige et d'excellence du reste des Marines.
Après la désactivation du régiment en 1944, la plupart de ses membres se virent réassignés à la 5e division des Marines et participèrent à la bataille d'Iwo Jima. Harlon Block et Ira Hayes, deux des six hommes immortalisés par Joe Rosenthal sur la photographie Raising the Flag on Iwo Jima, étaient ainsi d'anciens Paramarines. 4 des 22 Marines récipiendaires de la Medal of Honor durant cette bataille étaient également des vétérans de ce régiment.

## Galerie

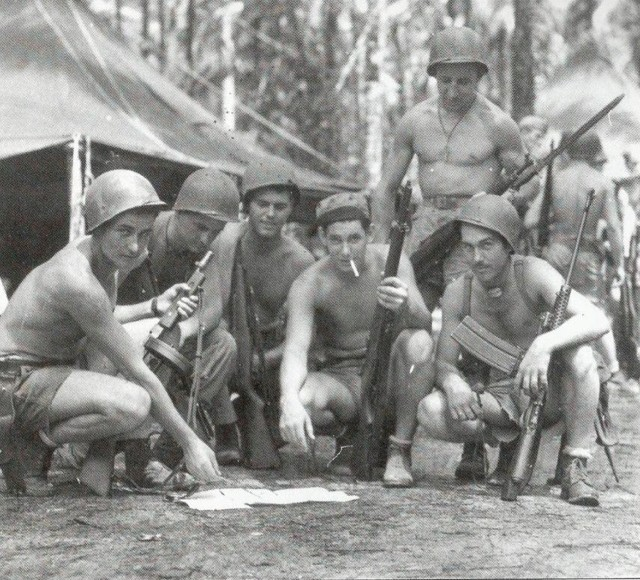
Des hommes du 3rd Parachute Battalion sur Velle Lavella en 1943
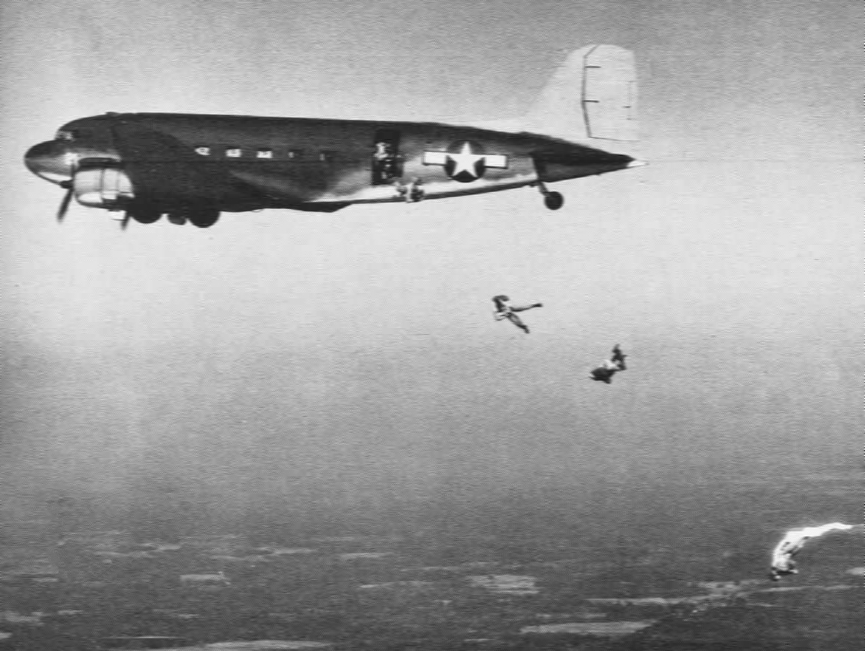
Parachutistes de l'USMC sautant à haute-altitude d'un C-47
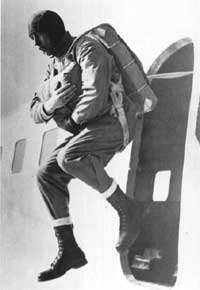
Paramarine lors d'un saut d'entraînement en 1942 près de la base de Lakehurst dans le New Jersey